# Hipòtesi multiregional

Un gràfic que detalla l'evolució dels humans moderns utilitzant la teoria multiregional de l'evolució humana. Les línies horitzontals representen el flux de gens 'evolució multiregional' entre llinatges regionals. En el gràfic original de Weidenreich (més precís que aquest) hi havia també les línies diagonals entre les poblacions, per exemple, entre H. erectus africà i Arcaics Asiàtics i entre H. erectus asiàtic i Arcaics Africans. Això va crear un "enreixat" (com va dir Wolpoff) o una "xarxa" que posava l'accent en el flux de gens entre les regions geogràfiques i en el temps. És important recordar que les poblacions en el gràfic no són discretes. És a dir, no representen diferents espècies, però són mostres dins d'un llarg llinatge experimentant un vast flux de gens

La hipòtesi multiregional és un model científic alternatiu que proporciona una explicació per al patró de l'evolució humana. La hipòtesi sosté que els éssers humans van sorgir per primera vegada prop del començament del Plistocè, fa dos milions anys i posteriorment l'evolució humana ha estat dins d'una única i contínua espècie humana. Aquesta espècie comprèn formes humanes arcaiques com ara Homo erectus i Neanderthals, així com formes modernes i evolucionades a nivell mundial per a les diverses poblacions del modern Homo sapiens sapiens. La teoria sosté que els éssers humans es desenvolupen a través d'una combinació de l'adaptació en diferents regions del món i del flux de gens entre les regions. Els defensors de punt d'origen multiregional citen com a suport a la seva hipòtesi els fòssils, les dades genòmiques i la continuïtat de les cultures arqueològiques.
El terme "hipòtesi multiregional" fou encunyat a començaments de la dècada de 1980 per Milford H. Wolpoff i els seus col·legues, qui van utilitzar la teoria per explicar les similituds regionals entre l'homo sapiens arcaic i els éssers humans moderns en diverses regions, en el que van anomenar continuïtat regional. Wolpoff proposà que el mecanisme de variació clinal va permetre l'equilibri necessari entre la selecció local i l'evolució global com a espècise globals, amb Homo erectus, els neandertals, Homo sapiens i altres formes humanes com a subespècies. Aquesta espècie va sorgir a l'Àfrica fa dos milions d'anys com H. erectus i després es va estendre arreu del món, desenvolupant adaptacions a les condicions regionals. Algunes poblacions es van aïllar durant períodes, desenvolupant en diferents direccions, però a través d'encreuaments continus, reemplaçament, deriva genètica i selecció, les adaptacions que eren un avantatge en qualsevol lloc de la terra s'estendrien, mantenint el desenvolupament de les espècies en la mateixa direcció general, mentre que mantenien adaptacions a factors regionals. Per aquests mecanismes, algunes varietats locals supervivents de les espècies van evolucionar en els humans moderns, que conserven una mica d'adaptacions regionals, però amb moltes característiques comunes a totes les regions.
El model alternatiu primari, que és la posició predominant que va tenir lloc a la comunitat científica, és el recent origen africà dels humans moderns, que sosté que els éssers humans moderns van sorgir a l'Àfrica fa uns 100.000-200.000 anys, movent-se fora d'Àfrica al voltant fa de 50.000 a 60.000 anys per a reemplaçar les formes humanes arcaiques amb mestissatge limitat: almenys una vegada amb els neandertals i una vegada amb denissovans.

## Història
La idea de l'evolució humana regional té les seves arrels en les teories de Schwalbe (1904), Gorjanović-Kramberger (1906) i Hrdlička (1927) que els neanderthals arcaics eren els avantpassats directes dels humans moderns. Això va portar Reginald Ruggles Gates a teoritzar en 1929 que els Neanderthals eren regionalment avantpassats dels europeus moderns. L'home de Java fou descobert en 1891, i Klaatsch en 1908, Dubois en 1922 i Oppenoorth en 1932 proposaren que l'home de Java era l'avantpassar regional dels actuals aborígens australians basant-se en el fet que llurs cranis tenien característiques similars.
Franz Weidenreich publicà un escrit en 1939 proposant una seqüència del fòssil humà arcaic home de Pequín com ara aplanament facial i dents incisives en forma de pala. En 1940, Weidenreich va estendre la seva teoria als neanderthals i europeus moderns, i en 1943 a l'home de Java i als actuals aborígens australians, veient una continuació dels trets morfològics arcaics regionals en aquestes races o poblacions modernes, juntament amb una substancial fluctuació genètica interregional. Mentre que Weidenreich usà el terme "policèntric" més que no pas "multiregional" per a descriure el seu model evolutiu, el seu treball va tenir una forta influència en Wolpoff. Altres teories, com les de Carleton Coon, també adoptaren formes modificades de l'origen de les races policèntric de Weidenreich.
En el llibre de Wolpoff Race and Human Evolution segueix el multiregionalisme de la seqüència evolucionista de Franz Weidenreich, publicat en 1939, que proposava una continuïtat dels fòssils de l'arcaic home de Pequín al mongoloïdes a China. Aquesta teoria es basava en l'evidència per a la continuïtat morfològica causa de les similituds evidents entre el fòssil de l'arcaic soloensis, trobat vora la vila de Ngandong, i l'existent població xinesa anatòmicament moderna amb planitud facial i els incisius en forma de pala.

## Evidència fòssil

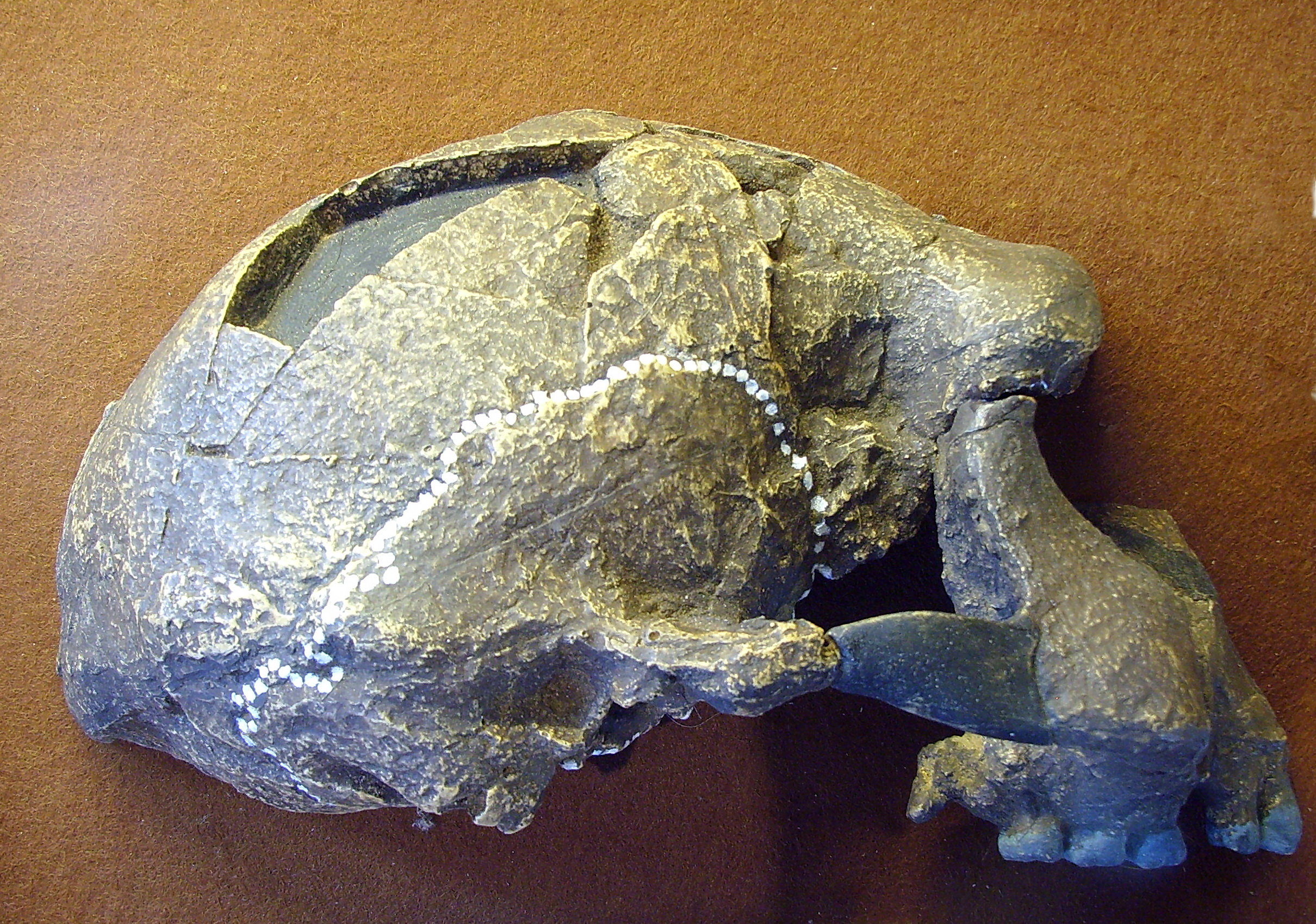
Rèplica del crani Sangiran 17 Homo erectus d'Indonèsia mostrant la cara obtusa de la volta angular determinat per ajustament dels ossos del front.

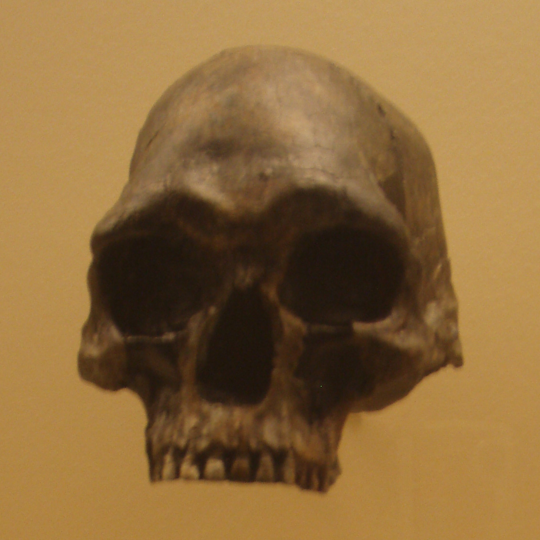
Elenc del crani de l'ésser humà anatòmicament modern Kow Swamp 1 d'Austràlia amb una cara a la volta angular equivalent a la de Sangiran 17.

Els defensors de la hipòtesi multiregional veuen la continuïtat regional de certs trets morfològics dels humans arcaics als humans moderns, el que demostra la continuïtat genètica regional, fins i tot quan es produeixen canvis en altres trets de forma paral·lela en el temps a totes les regions, el que demostra l'intercanvi genètic lateral. Per example, en 2001 Wolpoff i els seus companys van publicar una anàlisi dels trets de caràcter dels cranis dels primers fòssils humans moderns a Austràlia i el centre d'Europa. Van arribar a la conclusió que la diversitat d'aquests últims humans podia no "resultar exclusivament d'una sola dispersió tardana del Pleistocè", i implicava ascendència dual d'Homo erectus de Java per a Austràlia i de neanderthals per a Europa central.

### Sud-est d'Àsia
Alan Thorne va sostenir que hi havia continuïtat regional en els fòssils humans al sud-est d'Àsia. Wolpoff, inicialment escèptic, es va convèncer quan es va reconstruir el crani [Sangiran] 17 Homo erectus d'Indonèsia, i es va sorprendre que la volta angular de la cara del crani coincidia amb la del crani de l'ésser humà modern australià Kow Swamp 1. Wolpoff havia esperat que el crani coincidís amb els d'espècimens Homo erectus de la Xina com el crani de Dali, però en canvi la cara i la volta angular semblaven estar retingudes regionalment amb el temps, fins i tot mentre que els fòssils en les dues regions van mostrar un increment paral·lel de mida del cervell i reduccions paral·leles en les estructures masticatòries del voltant de 750.000 anys.

### Xina

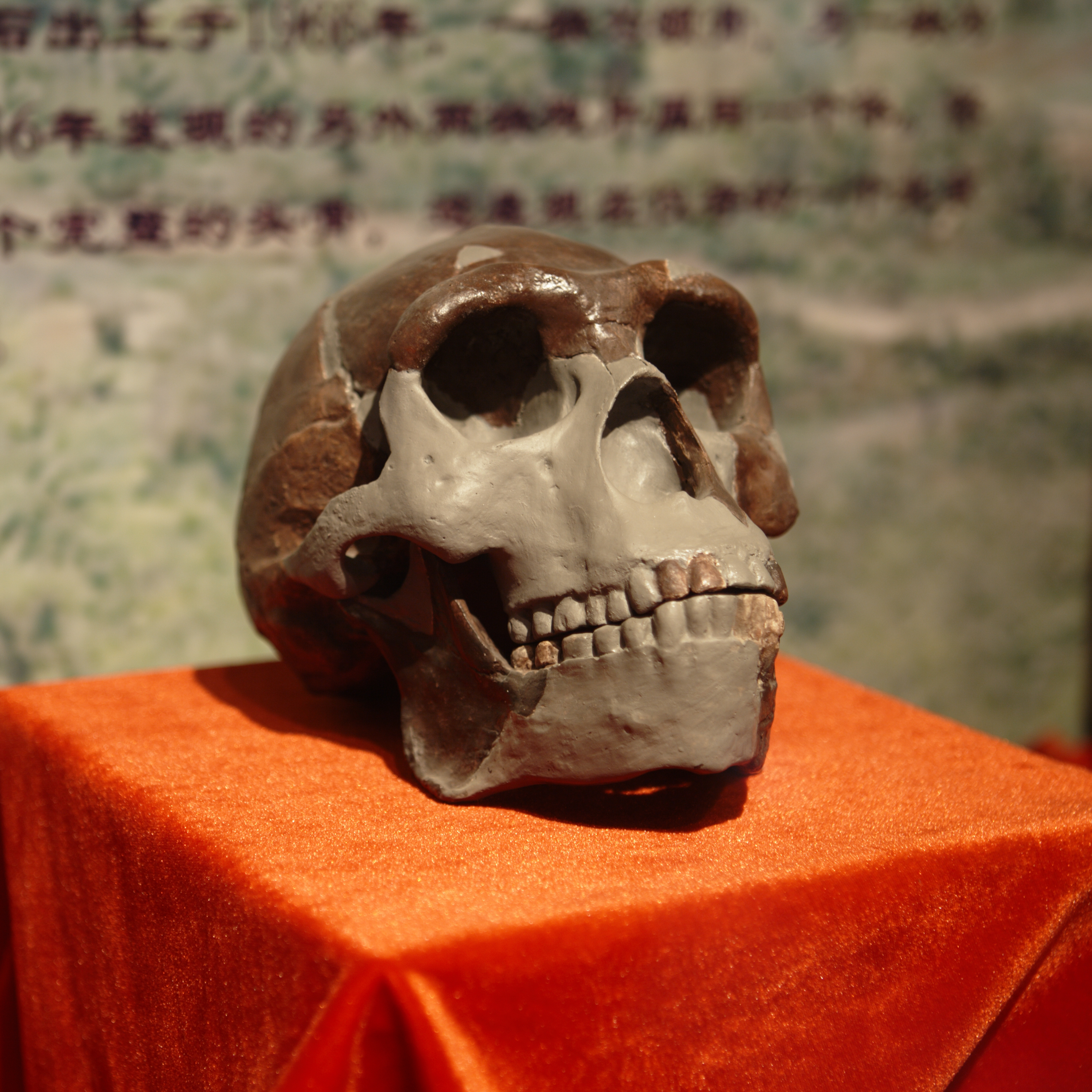
Rèplica del crani de l'Homo erectus ("home de Pequín") de la Xina.

Franz Weidenreich, qui va supervisar les excavacions de nombroses fòssils d'homo erectus "home de Pequín" a Zhoukoudian al segle xx, creia que el registre fòssil demostra certes característiques úniques que uneixen les poblacions humanes prehistòriques i modernes a la Xina. Molts paleoantropòlegs xinesos posteriors, com Wu Xinzhi, també estaven disposats a afavorir la hipòtesi multiregional per la mateixa raó.
Els seus defensors afirmen que les troballes recents recolzen la continuïtat humana regional a la Xina. L'espècimen Tianyuan 1 desenterrat el 2003 a la cova de Tianyuan, Zhoukoudian, datada en 42-39 kya pel carboni-14 exposa una sèrie de trets humans moderns típics com una barbeta diferent. No obstant això, l'esquelet també té trets arcaics, com les proporcions dentals anteriors i posteriors indiquen relativament grans molars i certes proporcions d'ossos de la cama típics de formes arcaiques com els neandertals. Shang et al. (1999) conclouen que aquesta combinació de trets moderns i arcaics "impliquen que un simple extensió dels humans moderns d'Àfrica és poc probable."
Un os de la mandíbula trobada en 2008 i datada a 110 kya també pot presentar una barreja de trets humans arcaics i moderns.

### Europa

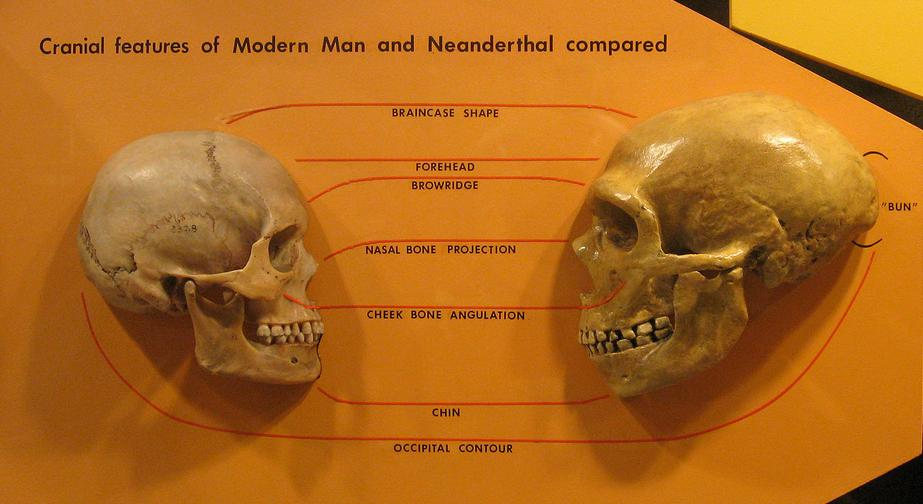
Comparació d'humans moderns i crani de Neanderthal

Els defensors de la hipòtesi multiregional argumenten a favor de la continuïtat regional a Europa sobre la base de l'anatomia de l'esquelet, la morfologia i la genètica del llenguatge, i l'arqueologia de la transició del Paleolític superior al mitjà, que ells creuen que és incompatible amb la possibilitat de substitució completa dels neandertals a Europa sense entrecreuament.
Alguns detractors de la teoria han argumentat, per contra, que les diferències morfològiques entre els neandertals i els humans antics i moderns indiquen que són espècies diferents basant-se en les diferències cranials més varietades que entre qualsevol parell de subespècies examinades llevat de les dues subespècies de goril·la, implicant poc o cap entrecreuament.
Moltes de les argumentacions multiregionals es basen en la morfologia esquelètica al centre d'Europa en les formes amb caràcters dels Neandertals arcaics i moderns, per proporcionar evidències d'encreuament en lloc de reemplaçament. Els exemples inclouen el nen de Lapedo trobat a Portugal i la mandíbula Oase 1 de Peştera cu Oase, Romania, encara que l'exemple del nen de Lapedo és discutit per alguns. En un article de 2007 que examinava nombroses mostres dels primers humans moderns europeus, més tard humans europeus del període gravetià, i les poblacions neardenthals arcaiques i d'Àfrica oriental de les quals podrien descendir les dues primeres poblacions, Erik Trinkaus identificà nombroses característiques en les mostres europees posteriors que estaven absents de la mostra d'Àfrica, però presents en la mostra dels Neanderthals. Aquestes característiques inclouen diversos aspectes de la forma del crani i la mandíbula, forma i grandària de les dents, i les formes i proporcions d'altres ossos. Trinkaus va concloure que els primers europeus moderns tenien ascendència africana predominant amb un important grau de barreja dels neandertals aleshores indígenes a Europa.

## Evidència genètica
L'evidència genètica de la dècada de 1980 en el genoma mitocondrial va indicar que totes les dones vives poden rastrejar la seva línia materna de descendència d'una sola femella que vivia a l'Àfrica fa uns 200.000 anys, l'anomenada Eva mitocondrial. Això va portar inicialment a la hipòtesi que l'Homo sapiens evolucionà a Àfrica, amb una població fundadora d'humans deixant Àfrica i substituint eventualment tots els humans arcaics que llavors vivien en un altre lloc (sense entrecreuar), coneguda com la hipòtesi "fora d'Àfrica" o "Hipòtesi de reemplaçament". Anàlisis recents d'ADN extret directament dels espècimens de Neandertal indiquen que ells o els seus avantpassats van contribuir al genoma de tots els éssers humans fora d'Àfrica, el que indica que hi havia un cert grau de mestissatge amb els neandertals abans de la seva substitució. També s'ha mostrat que els homínids de Deníssova contribuïren a l'ADEN de melanesis i australians a través d'entrecreuaments.

### ADN mitocondrial

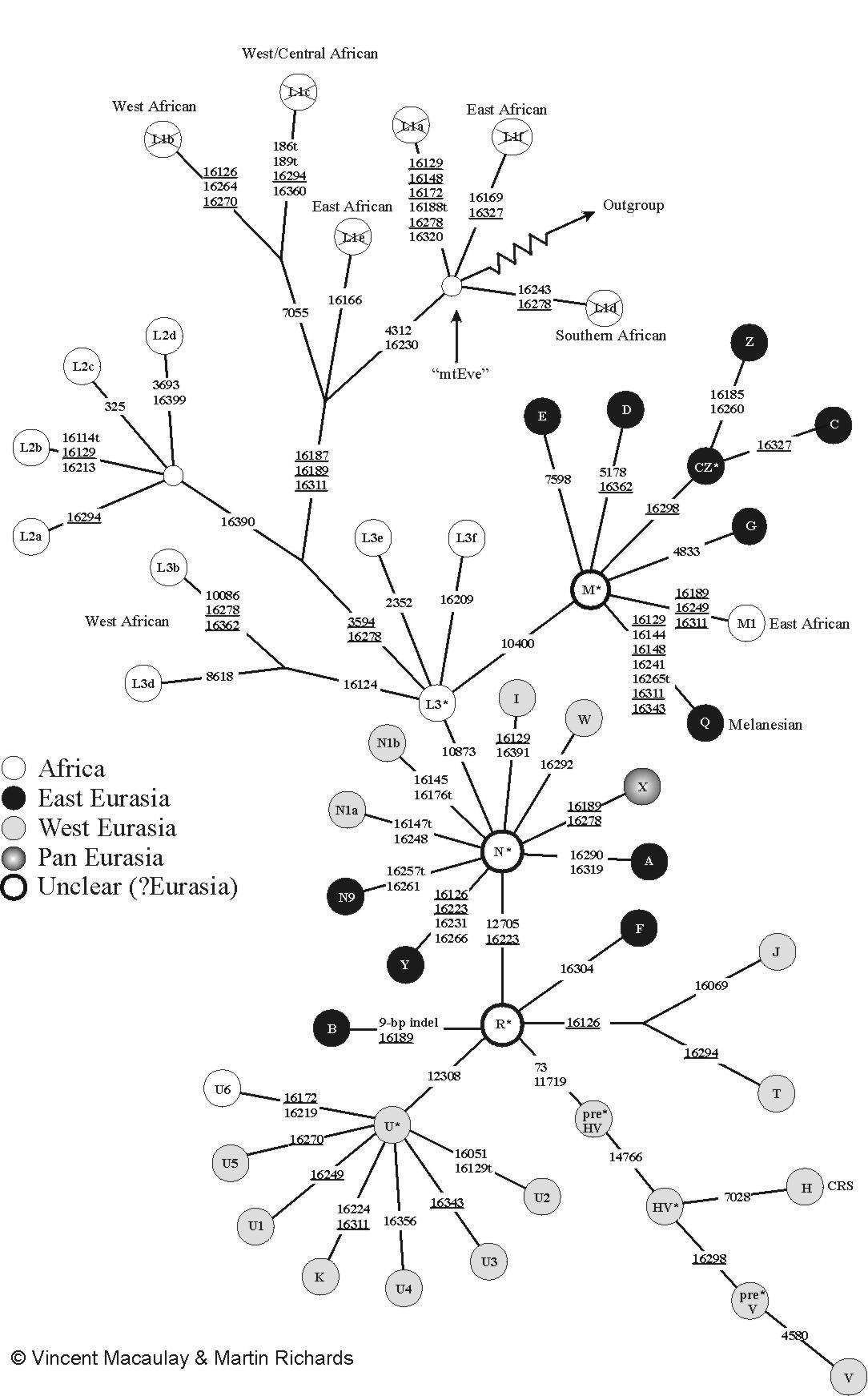
Arbre d'ADN mitocondrial humà. L'"Eva mitocondrial" és a prop de la part superior del diagrama, al costat de la fletxa que apunta a l'irregular "grup extern", i la seva distància de cap grup no africà indica que llinatges mitocondrials humans vivents s'uneixen a l'Àfrica.

Una anàlisi de 1987 de l'ADN mitocondrial de 147 persones d'arreu el món va indicar que tots llurs llinatges mitocondrials s'unien en un ancestre comú a l'Àfrica fa uns 200.000 anys. L'anàlisi suggereix que això demostra l'expansió mundial dels humans moderns com una nova espècie que substitueix en lloc de barrejar-se amb els humans arcaics locals. Posteriors anàlisis d'ADN mitocondrial de neandertals i de l'Hominí de Deníssova van indicar que els ceps mitocondrials havien anat distanciant-se de la línia mitocondrial humana viva molt abans de 200.000 anys, consistent amb la manca d'encreuament entre els primers humans moderns i arcaics.
Els resultats originals de l'ADN mitocondrial i la teoria de la substitució recent d'Àfrica que en resulta planteja un seriós desafiament a la hipòtesi multiregional. L'ADN mitocondrial sol, però, no podia descartar completament l'encreuament entre els primers humans moderns i arcaics, ja que els ceps mitocondrials humans arcaics d'aquests encreuaments podrien haver-se perdut a causa de la deriva genètica o escombrat selectiu

### ADN nuclear
L'anàlisi inicial de l'ADN del cromosoma Y, que igual que l'ADN mitocondrial s'hereta d'un dels pares, era coherent amb un model de reemplaçament africà recent. No obstant això les dades mitocondrials i del cromosoma Y podrien no ser explicades per la mateixa expansió dels humans moderns fora d'Àfrica; l'expansió del cromosoma Y hauria implicat la barreja genètica que va retenir regionalment línies mitocondrials locals. A més, les dades del cromosoma Y indiquen una expansió posterior de tornada a Àfrica des d'Àsia, el que demostra que el flux genètic entre les regions no era unidireccional.
Una anàlisi inicial de 15 llocs no codificats al cromosoma X va trobar inconsistències addicionals amb la recent hipòtesi de la substitució d'Àfrica. L'anàlisi va trobar una distribució multimodal de la coalescència per l'ancestre comú més recent d'aquests llocs, en contra de les prediccions de recent substitució d'Àfrica; en particular, hi havia més vegades coalescència prop de fa 2 milions d'anys (mya) del que s'esperava, el que suggereix una antiga divisió de la població en l'època en què els primers éssers humans emergiren d'Àfrica com a Homo erectus en lloc de més recentment, com ho suggereixen les dades mitocondrials. Mentre que la majoria d'aquests llocs del cromosoma X van mostrar una major diversitat a l'Àfrica, d'acord amb orígens africans, alguns dels llocs van mostrar una major diversitat a Àsia en lloc d'Àfrica. Per a quatre dels 15 llocs de gens que sí que van demostrar una major diversitat a l'Àfrica, els llocs dels que varia la diversitat d'una regió no podria explicar-se per simple expansió d'Àfrica, que s'hauria requerit per la recent hipòtesi de la substitució d'Àfrica. Mentre que la majoria d'aquests llocs del cromosoma X van mostrar una major diversitat a l'Àfrica, alguns dels llocs van mostrar una major diversitat a Àsia en lloc d'Àfrica. Per a quatre dels 15 llocs dels gens que sí que van demostrar una major diversitat a l'Àfrica, els llocs dels que varia la diversitat d'una regió no podrien explicar-se per simple expansió d'Àfrica, que s'hauria requerit per la recent hipòtesi de la substitució d'Àfrica.
Anàlisis posteriors del cromosoma X i ADN autosòmic continuen trobar llocs amb temps de profunda coalescència incompatibles amb un únic origen dels humans moderns, patrons de diversitat inconsistents amb una expansió recent d'Àfrica, o ambdues. Per exemple, les anàlisis d'una regió de RRM2P4 (ribonucleòtid reductasa M2 subunitat pseudogèn 4) mostra un temps de coalescència d'aproximadament 2 Mya, amb clares arrels a Àsia, mentre que el locus MAPT al 17q21.31 és dividit en dos profunds llinatges genètics, un que és comú i limitat en gran part a l'actual població europea, suggerint herència dels Neanderthals. En el cas de l'al·lel D de la microcefalina l'evidència de la ràpida expansió recent indica introgressió d'una població arcaica.
El 2005 fent la revisió i anàlisi dels llinatges genètics de 25 regions cromosòmiques, Alan Templeton va trobar evidència de més de 34 aparicions de flux de gens entre Àfrica i Euràsia. D'aquests incidents, 19 es van associar amb la continuació restringida de l'intercanvi de gens a través d'almenys fa 1.460.000 anys; i només 5 van ser associats amb una recent expansió des d'Àfrica cap a Euràsia. Tres d'ells van ser associats amb l'expansió original de l'Homo erectus fora d'Àfrica fa uns 2 milions d'anys, 7 amb una expansió intermèdia fora d'Àfrica en una data consistent amb l'expansió de la tecnologia aixeliana, i uns pocs altres amb altres fluxos de gens, com ara l'expansió d'Euràsia i tornada a Àfrica després de la més recent expansió fora d'Àfrica. Templeton va rebutjar la hipòtesi d'una recent substitució d'Àfrica amb més d'un 99% de certesa (p <10-17).

### ADN antic
Per al 2006 l'extracció d'ADN directament d'algunes mostres d'humans arcaics s'estava convertint en possible. Les anàlisis més primerencs eren d'ADN Neandertal i van indicar que la contribució del Neandertal a la diversitat genètica humana moderna no era més que del 20%, amb un valor més probable de 0%. Cap al 2010, tanmateix, la seqüenciació de l'ADN detallada dels espècimens Neanderthal d'Europa va indicar que la contribució era diferent de zero, ja que els neandertals comparteixen 1-4% més variants genètiques amb els no africans que amb els éssers humans que viuen a l'Àfrica subsahariana. A finals de 2010 es va trobar que un ésser humà arcaic no neanderthal descobert recentment, l'hominí de Deníssova del sud de Sibèria, compartia el 4-6% més del seu genoma amb els humans melanesis que amb qualsevol altre grup viu, donant suport a la transferència lateral de gens entre dues regions fora d'Àfrica. L'agost de 2011 foren trobats al·lels d'antigen leucocitari humà (HLA) del Deníssovà arcaic i genomes neanderthal mostrant patrons en la població humana moderna que demostra els orígens d'aquestes poblacions no africanes; l'ascendència d'aquests arcaics al·lels en l'HLA-A era més del 50% dels europeus moderns, el 70% dels asiàtics i el 95% pels habitants de Papua Nova Guinea. Els defensors de la hipòtesi multiregional creuen que la combinació de la continuïtat regional dins i fora d'Àfrica i la transferència lateral de gens entre les diferents regions d'arreu del món donen suport a la hipòtesi multiregional. Tanmateix, els defensors de la teoria "fora d'Àfrica" també expliquen això amb el fet que els canvis genètics es produeixen sobre una base regional i no a nivell continental, i que és probable que les poblacions properes entre si comparteixin certs SNPs regionals específics mentre comparteixen la majoria dels res en comú. La teoria de la migració matriu (A=Mt) indica que depenent de la contribució potencial de l'ascendència neandertal, estaríem en condicions de calcular el percentatge d'ADNmt neandertal que ha contribuït a l'espècie humana. Com que no sabem la matriu de migració específica, no som capaços d'introduir les dades exactes, que respondrien aquestes preguntes de manera irrefutable.

## Origen africà recent
La hipòtesi científica primària competitiva és actualment la de l'recent origen africà dels humans moderns, que proposa que els éssers humans moderns van sorgir com una nova espècie a l'Àfrica fa uns 100-200.000 anys, sortiren d'Àfrica fa uns 50-60.000 anys substituint l'actual espècie humana, com Homo erectus i els neandertals amb mestissatge limitat. Això difereix de la hipòtesi multiregional en que el model multiregional prediu el mestissatge amb poblacions humanes locals en qualsevol tipus de migració.